# Tokhariska språk

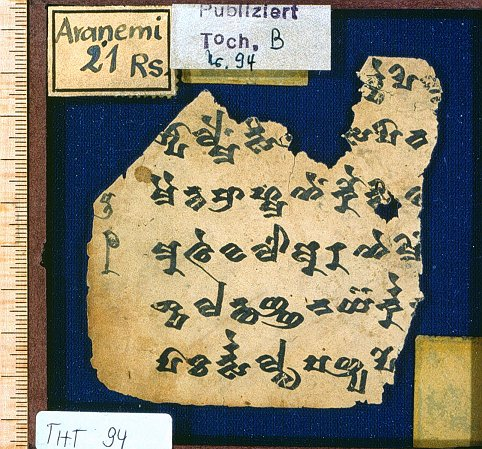
Tokhariska B skrivet med brahmiskrift.

Tokhariska betecknar två utdöda närbesläktade indoeuropeiska språk i Centralasien, tokhariska A (även östtokhariska, turfanska) och tokhariska B (även västtokhariska, koucheanska). Språken är kända från texter skrivna från 500- till 700-talet e.Kr. Manuskripten är skrivna med indisk brahmiskrift och påträffades i början av 1900-talet i den nuvarande autonoma regionen Xinjiang i nordvästra Kina, och i närbelägna Dunhuang i provinsen Gansu. Hittills har cirka 5 000 texter påträffats. Dessa består främst av översättningar från sanskrit av buddhistiska texter.
Tokhariskan uppvisar störst likheter med de västliga indoeuropeiska språken, de så kallade kentumspråken, såsom keltiska, germanska och italiska språk. Tokhariskan har också likheter med den nu utdöda hettitiskan.
Grammatiken i tokhariskan motsvarar delvis den i de indoeuropeiska språken. Verbet har stam med böjningsändelser för person tillagda. Ordförrådet är påverkat av religiösa lånord från sanskrit och östiranska språk. 
Ordexempel:
| Betydelse | Svenska | Tokhariska A | Tokhariska B | Grekiska | Hettitiska | Urindoeuropeiska |
| 'eld'     | fyr     | por          | puwar        | pyr      | paḫḫur     | *péh₂wr̥-         |
| 'fader'   | fader   | pācar        | pācer        | patēr    |            | *ph₂tḗr          |
| 'moder'   | moder   | mācar        | mācer        | matēr    |            | *méh₂tēr         |
| 'broder'  | broder  | pracar       | procer       | phratēr  |            | *bʰréh₂tēr       |
| 'dotter'  | dotter  | ckācar       | tkacer       | thygatēr |            | *dʰugh₂tḗr       |
| 'hund'    | hund    | ku           | ku           | kyōn     | kuwas      | *ḱwṓn            |
| 'jord'    |         | tkaṃ         | keṃ          | chthōn   | tekan      | *dʰǵʰom-         |